# Batagur dhongoka
Batagur dhongoka är en sköldpaddsart som beskrevs av den brittiske zoologen John Edward Gray 1834. Batagur dhongoka ingår i släktet Batagur och familjen Geoemydidae. Inga underarter finns listade i Catalogue of Life.
Arten förekommer i avrinningsområdena av floderna Ganges och Brahmaputra i Nepal, Indien och Bangladesh. Den lever i låglandet och i kulliga områden upp till 140 meter över havet.
Födan utgörs av vattenväxter, av musslor och av andra ryggradslösa djur. Honornas sköld kan bli 48 cm lång och den maximala längden för hannarnas sköld är 26 cm. Uppskattningsvis infaller könsmognaden efter 20 år. Honor lägger 21 till 35 ägg per tillfälle.
Tidigare fångades flera exemplar för köttets skull. På grund av populationens backgång är arten sällsynt på marknader under 2000-talet. Beståndet hotas dessutom av byggprojekt vid floderna. Flera exemplar hamnar av misstag i fiskenät. Dessutom fångas några individer och säljs som terrariedjur. IUCN listar arten som akut hotad (CR).